# Çitli (Mecitözü)
Çitli ist ein Dorf im Bezirk Mecitözü der türkischen Provinz Çorum.
Der Ort liegt im Norden des Bezirks etwa zehn Kilometer nördlich von Mecitözü und 30 Kilometer östlich des Provinzzentrums Çorum. Er ist über eine Landstraße mit der etwa zehn Kilometer nördlich verlaufenden Fernstraße D-795 verbunden, die von Çorum im Westen nach Merzifon im Nordosten und weiter nach Samsun ans Schwarze Meer führt.
In Çitli wurde 2022 auf einem Acker ein hethitischer goldener Armreif gefunden, der aus dem 13. Jahrhundert v. Chr. stammt und heute im Archäologischen Museum Çorum ausgestellt ist.